# Handwörterbuch der Naturwissenschaften

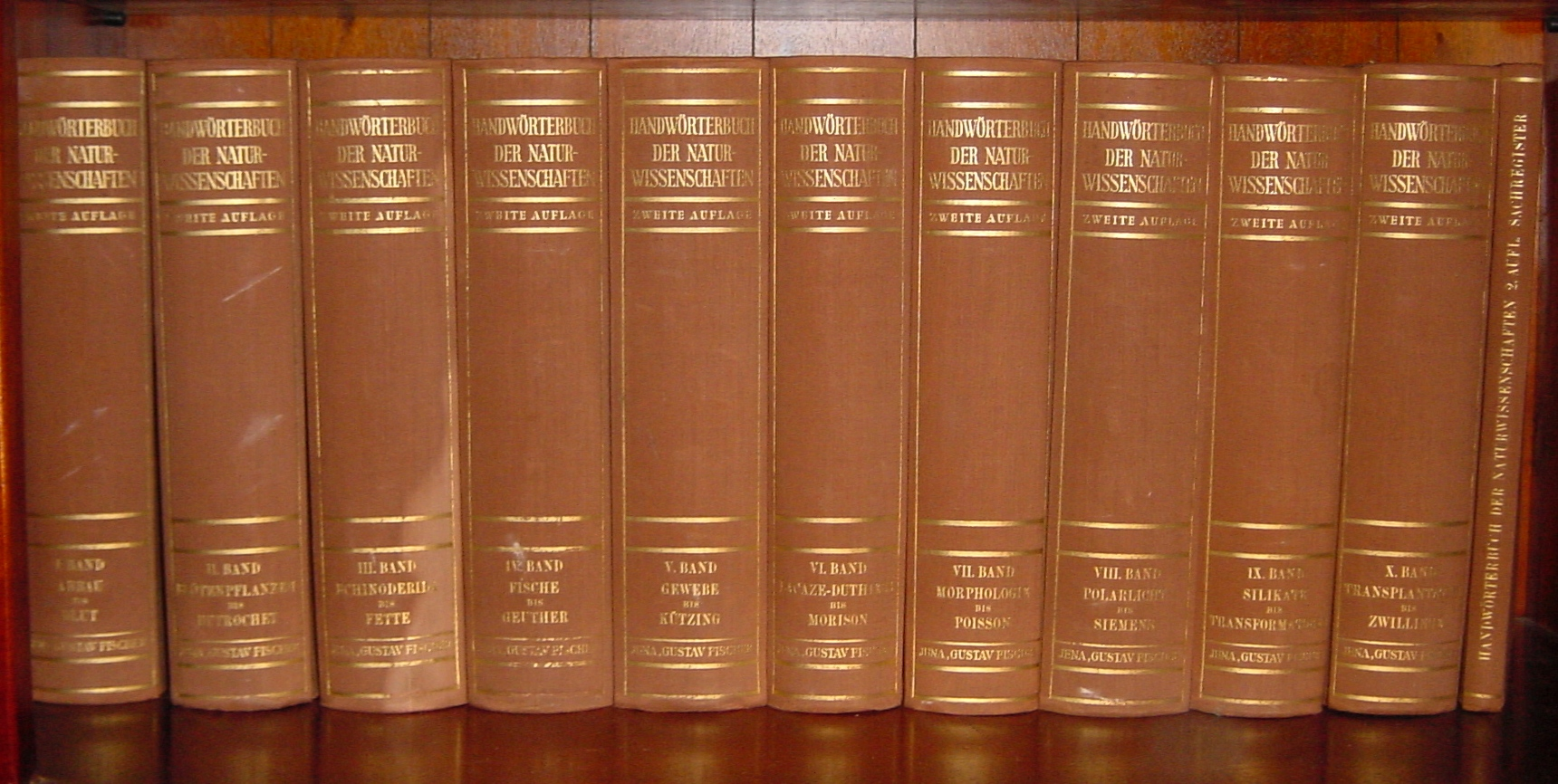
Die Bücher der 2. Auflage

Das Handwörterbuch der Naturwissenschaften ist ein Handwörterbuch in 10 Bänden, das in zwei Auflagen im Gustav Fischer Verlag erschienen ist. Es wurde von Gustav Fischer senior († 1910) begründet.

## Auflagen
Die 1. Auflage des Lexikons wurde von Eugen Korschelt (Zoologie), Gottlob Linck (Mineralogie und Geologie), Friedrich Oltmanns (Botanik), Karl Schaum (Chemie), Hermann Theodor Simon (Physik), Max Verworn (Physiologie) und Ernst Teichmann (Hauptredaktion) herausgegeben.
Die 1. Auflage hat ca. 10.000 Seiten.
Die Herausgeber der 2. Auflage waren Rudolf Dittler, Georg Joos, Eugen Korschelt, Gottlob Linck, Friedrich Oltmanns und Karl Schaum.
Die 2. Auflage enthält – alphabetisch geordnet – Artikel über Biologie (Allgemeine Biologie, Botanik, Zoologie), Physiologie (Allgemeine, vegetative, animale Physiologie), Kristallographie, Mineralogie, Petrographie, Geologie, Chemie (Allgemeine, physikalische, anorganische, organische Chemie) und Physik (Hilfsmittel, allgemeine Grundlagen, Aufbau der Materie, Mechanik, Akustik, Elektrizitätslehre, Magnetismus, Optik, Geophysik, Thermodynamik, Statistik). Es sind insgesamt 686 Biographien enthalten.
Die 2. Auflage hat ca. 11.000 Seiten und 10.000 Abbildungen.
Zu den ungefähr 400 Autoren gehören u. a. Ernst Bresslau, Ludwig Plate und Peter Pringsheim.
Die 1. Auflage ist digitalisiert worden und im Internet verfügbar.

## Inhalt der Bände
| I. Abbau bis Black II. Blatt bis Ehrenberg III. Ei und Eibildung bis Fluoreszenz IV. Fluorgruppe bis Gewebe V. Gewürze bis Kützing VI. Lacaze-Duthiers bis Myriapoda VII. Nagelflue bis Pyridingruppe VIII. Quartärformation bis Sekretion IX. Selenologie bis Transformatoren X. Transplantation bis Zwittergestein | I. Abbau bis Blut II. Blütenpflanzen bis Dutrochet III. Echinoderida bis Fette IV. Fische bis Geuthier V. Gewebe bis Kützing VI. Lacaze-Duthier bis Morison VII. Morphologie bis Poisson VIII. Polarlicht bis Siemens IX. Silikate bis Transformatoren X. Transplantation bis Zwillinge Registerband |

## Bibliographische Angaben

### 1. Auflage
- E. Korschelt … et al. (Hrsg.): Handwörterbuch der Naturwissenschaften. Verlag Gustav Fischer, Jena 1912–1915. 10 Bände.

### 2. Auflage
- Rudolf Dittler, Georg Joos (Hrsg.): Handwörterbuch der Naturwissenschaften. Fischer, Jena 1931–1935. 10 Bände.
- Rudolf Dittler, Georg Joos (Hrsg.): Handwörterbuch der Naturwissenschaften: Sachreg. u. systemat. Inhaltsübersicht. Fischer, Jena 1935.